# Magyar Hangfelvétel-kiadók Szövetsége
La Magyar Hangfelvétel-kiadók Szövetsége (spesso abbreviata in MAHASZ o Mahasz) è la principale società di industria musicale in Ungheria, fondata nel 1992. Fin dalla sua nascita la MAHASZ tiene i Fonogram Awards e stila le classifiche musicali delle vendite in Ungheria.

## Certificazioni

### Album

#### Artisti ungheresi
| Certificazione | Sino all'11 giugno 1992 | Sino al 2 dicembre 1997 | Sino al 22 aprile 2002 | Sino al 22 febbraio 2005 | Sino al 12 settembre 2006 | Sino al 30 settembre 2009 | Sino al 13 dicembre 2012 | Dal 14 dicembre 2012 |
| -------------- | ----------------------- | ----------------------- | ---------------------- | ------------------------ | ------------------------- | ------------------------- | ------------------------ | -------------------- |
| Oro            | 100 000                 | 50 000                  | 25 000                 | 15 000                   | 10 000                    | 7 500                     | 5 000                    | 2 000                |
| Platino        | 200 000                 | 100 000                 | 50 000                 | 30 000                   | 20 000                    | 15 000                    | 10 000                   | 4 000                |
| Diamante       | 400 000                 | 200 000                 | -                      | -                        | -                         | -                         | -                        | -                    |

#### Artisti internazionali
| Certificazione | Dal 13 settembre 2006 al 13 dicembre 2012 | Dal 14 dicembre 2012 |
| -------------- | ----------------------------------------- | -------------------- |
| Oro            | 3 000                                     | 2 000                |
| Platino        | 6 000                                     | 4 000                |

#### Musica classica e jazz
| Certificazione | Dal 13 settembre 2006 al 13 dicembre 2012 |
| -------------- | ----------------------------------------- |
| Oro            | 1 500                                     |
| Platino        | 3 000                                     |

### Singoli
| Certificazione | Dal 13 settembre 2006 al 13 dicembre 2012 |
| -------------- | ----------------------------------------- |
| Oro            | 1 500                                     |
| Platino        | 3 000                                     |

### DVD
| Certificazione | Musica classica e jazz | Pop   |
| -------------- | ---------------------- | ----- |
| Oro            | 1 000                  | 2 000 |
| Platino        | 2 000                  | 4 000 |

## Classifiche
La MAHASZ stila settimanalmente tre diverse classifiche:
- Top 40 album lista (classifica degli album, DVD e compilation più venduti nei negozi fisici e digitali)
- Single Top 40 lista (classifica dei brani più scaricati sulle piattaforme digitali)
- Stream Top 40 lista (classifica dei brani più riprodotti sulle piattaforme di streaming)
- Rádiós Top 40 lista (classifica radiofonica; esiste anche una top 40 separata per i soli brani ungheresi)
- Dance Top 40 lista (classifica dei brani più mandati da circa 500 DJ nelle discoteche ungheresi)
- Editors' Choice Top 100 lista (classifica "di qualità" di canzoni selezionate ogni settimana dai DJ radiofonici)

Il brano rimasto al primo posto nella Top 10 per più settimane è stato Moves like Jagger dei Maroon 5, che è rimasto in cima alla classifica per 18 settimane di fila tra il 2011 e il 2012.